# Léo Dubois
Léo Dubois (nascut el 14 de setembre de 1994) és futbolista professional francés que juga de lateral dret per l'Eyüpspor i per l'equip nacional francés.

## Carrera de club

### Inici de la carrera professional
De jove, Dubois va entrenar amb els equips amateurs Gemmois i ES Segré.

### Nantes
Dubois finalment va fitxar pel Nantes, club de primera divisió, i va debutar a la lliga el 9 de maig de 2015 contra el Bordeus en una derrota per 2-1 fora de casa; substituint Kian Hansen als 83 minuts.

### Lió
Dubois es va incorporar al Lió, també del seu company club de la Ligue 1, l'1 de juliol de 2018. Dubois va signar un contracte de quatre anys amb el club. El 27 de setembre de 2020, Dubois va marcar només el seu cinquè gol a la Ligue 1, en més de 140 partits, en un empat a 1 contra el Lorient a l'Stade du Moustoir. Dubois va ser nomenat capità del club per l'entrenador Peter Bosz el 2021 després de la venda de Memphis Depay al Barça.

### Galatasaray
El 21 de juliol de 2022, Dubois va signar amb el club Galatasaray de la Süper Lig per uns 3 milions d'euros. Dubois va esdevenir campió de la Süper Lig la temporada 2022-23 amb el Galatasaray. Després de derrotar l'Ankaragücü per 4-1 fora de casa en el partit jugat a la 36a jornada, el 30 de maig de 2023, el Galatasaray va assegurar el lideratge a falta de 2 setmanes per al final i va guanyar el 23è campionat de la seva història.
El 31 d'agost de 2024 es va anunciar que el contracte entre el Galatasaray i el Dubois s'havia rescindit mútuament.

#### Préstec a İstanbul Başakşehir
El 15 de setembre de 2023, va signar un contracte de cessió d'un any amb un altre club de la Süper Lig İstanbul Başakşehir. Va debutar el 24 de setembre contra el seu antic club, el Galatasaray, marcant en una derrota per 2-1.

### Eyüpspor
El 6 de setembre de 2024, Dubois va signar amb el club de la Süper Lig Eyüpspor.

## Carrera internacional
Dubois va ser convocat amb la selecció absoluta de França per primera vegada el maig de 2019. Va debutar el 2 de juny de 2019 en un amistós que va guanyar per 2-0 contra Bolívia, entrant al camp substituint Benjamin Pavard al minut 46 del partit. 9 dies després, Dubois va ser titular per primera vegada amb la selecció absoluta de França i va jugar tots els minuts del partit, en una victòria per 4-0 fora de casa contra Andorra a la fase de classificació per a l'Eurocopa 2020.
El 10 d'octubre de 2021, Dubois va entrar com a substitut al minut 79 de la final de la Lliga de Nacions de la UEFA, un partit que França guanyaria per 2-1 contra Espanya.

## Vida personal
El pare de Dubois, Jean-Pierre, va néixer al Líban i va ser adoptat als 13 mesos per una família francesa. Després de l'explosió de Beirut del 2020, Dubois va llançar una campanya de recaptació de fons per ajudar a reconstruir la ciutat.

## Palmarès
Galatasaray
- Superlliga: 2022–23[22]

França
- Lliga de Nacions de la UEFA: 2020–21